# Баумбах, Фридрих
Фридрих «Фритц» Баумбах (нем. Friedrich „Fritz“ Baumbach; 8 сентября 1935, Веймар, Тюрингия — 24 апреля 2025, Берлин) — немецкий шахматист. Гроссмейстер ИКЧФ (1973). Победитель 11-го чемпионата мира по переписке (1983-89).

## Биография
Первые успехи в шахматах достиг в конце 1950-х годов. В 1959 году первые участвовал в финале чемпионата ГДР по шахматам. В 1968 году в чемпионате ГДР по шахматам был вторым после победителя Вольфганга Ульмана, а в 1970 году стал чемпионом ГДР по шахматам.
Представлял сборную ГДР на крупнейших командных шахматных турнирах:
- в шахматной олимпиаде участвовал в 1970 году;
- в командном чемпионате Европы по шахматам в 1970 году. В командном зачете завоевал бронзовую медаль;
- в всемирных студенческих командных чемпионатах участвовал три раза (1960—1962). В командном зачете завоевал бронзовую медаль (1961)[6].

Самые большие успехи достиг в игре по переписке. На 9-м чемпионате мира по переписке стал вице-чемпионом. В 1989 году поделил 1-е — 3-е место 11-м чемпионате мира по переписке, но благодаря лучшему дополнительному коэффициенту был объявлен чемпионом мира. С 1993 года был президентом шахматного союза Германии по заочным шахматам. С 1995 по 1999 год выполнял обязанности генерального секретаря международной федерации шахматной игры по переписке.
По профессии — химик. В 1966 году защитил докторскую степень по химии. Женат, отец пятерых детей (сын и четыре дочери). Автор нескольких книг о шахматах.
Скончался в Берлине 24 апреля 2025 года в возрасте 89 лет.